# Піщана акула дрібнозуба
Піщана акула дрібнозуба (Odontaspis ferox) — акула з роду піщана акула родини піщані акули.

## Опис
Загальна довжина досягає 4,1 м при вазі 289 кг, середня довжина — 2,8—3 м. Голова відносно велика. Морда довга, конічної форми, дещо сплощена. Очі великі з округлою зіницею, без додаткової повіки. Рот довгий, тягнеться за очі. На верхній щелепі розташовано 48—56 зубів, на нижній — 36—46. Зуби дрібні, іклоподібні, гострі, розташовані щільно. Зуби мають декілька верхівок, з яких центральна є іклом та 2 дрібними верхівками. Тулуб масивний. Плавці великі, м'ясисті. Має 2 спинних плавця, з яких передній більше за задній. Передній розташовано позаду грудних плавців. Анальний плавець має увігнутий задній край. Хвостовий плавець короткий, товстий, гетероцеркальний.
Забарвлення спини та боків сіро-коричневе. Черево має білуватий колір. По тілі розкидані ледь помітні темні плямочки, що більш помітні у молодих особин. В особин в Середземному морі плямочки більш помітні, ніж в інших представників виду. Плавці темні з чорними краями. Передній спинний плавець іноді має світлу плямочку.

## Спосіб життя
Тримається від мілини до 800 м, зазвичай до 200 м. Воліє до скелястих і кам'янистих ділянок континентального шельфу та верхнього континентального схилу з піщаними ґрунтами, підводних хребтів й гір, коралових рифів. Збільшу плавучість тіла шляхом ковтання повітря. Є одинаком. Здійснює сезонні міграції. Живиться костистою рибою, невеличкими скатами та акулами, головоногими молюсками, креветками та іншими ракоподібними, морськими зміями, химероподібними.
Статева зрілість у самців настає при розмірах 2—2,5 м, самиць — 3—3,5 м. Це яйцеживородна акула. Народжені акуленята становлять завдовжки 1—1,1 м. Після цього зростають на глибині 200—400 м.
Є об'єктом промислового вилову в Японії та інших країнах Азії. Найбільше цінуються плавці.
Не становить загрози для людини.

## Розповсюдження
Мешкає в теплих, помірно-теплих та помірних водах вздовж узбереж північної Іспанії, південної Франції (в Біскайській затоці), в Адріатичному морі, біля берегів Північної Кароліни (США), півостровів Юкатан і Каліфорнія (Мексика), південної Бразилії, Колумбії, Сирії, Лівану, Алжиру, Тунісу, Марокко, Західної Сахари, ПАР, Мадагаскару, Танзанії, північно-східної Австралії, Нової Зеландії, Нової Каледонії, Гавайських островів, південної акваторії Японії, південної Індії, Шрі-Ланки, Мальдівських островів.